# Atletismo nos Jogos Pan-Americanos de 2023 - 3000 m com obstáculos masculino
A competição de 3000 metros com obstáculos masculino do atletismo nos Jogos Pan-Americanos de 2023 foi disputada em 4 de novembro no Parque Deportivo Estadio Nacional, em Santiago, no Chile. No total, competiram 13 atletas de 10 Comitês Olímpicos Nacionais (CON).

## Calendário
Horário local (UTC-4).
| Data          | Horário | Fase  |
| ------------- | ------- | ----- |
| 4 de novembro | 19:35   | Final |

## Medalhistas
| Ouro   | CAN Jean-Simon Desgagnés |
| Prata  | USA Daniel Michalski     |
| Bronze | COL Carlos San Martín    |

## Recordes
Antes desta competição, os recordes mundiais e dos Jogos Pan-Americanos da prova eram os seguintes:
| Tipo                             | Atleta                | Tempo   | Local         | Data                  |
| -------------------------------- | --------------------- | ------- | ------------- | --------------------- |
|                                  | Saif Saaeed Shaheen   | 7:53.63 | Bruxelas      | 3 de setembro de 2004 |
| Recorde dos Jogos Pan-Americanos | Wander do Prado Moura | 8:14.41 | Mar del Plata | 22 de março de 1995   |

## Resultados

### Final
Estes foram os resultados:
| Pos. | Raia | Atleta                 | Nacionalidade      | Tempo   | Notas                |
| ---- | ---- | ---------------------- | ------------------ | ------- | -------------------- |
| 01 ! | 13   | Jean-Simon Desgagnés   | CAN Canadá         | 8:30.14 |                      |
| 02 ! | 12   | Daniel Michalski       | USA Estados Unidos | 8:36.47 |                      |
| 03 ! | 10   | Carlos San Martín      | COL Colômbia       | 8:41.59 |                      |
| 4    | 9    | Cesar Daniel Gomez     | MEX México         | 8:47.69 |                      |
| 5    | 3    | Julio Palomino         | PER Peru           | 8:48.50 | Recorde da temporada |
| 6    | 5    | Matheus Estevão Borges | BRA Brasil         | 8:57.90 |                      |
| 7    | 4    | Didier Rodriguez       | PAN Panamá         | 8:58.73 |                      |
| 8    | 6    | Arturo Reyna           | MEX México         | 9:01.06 |                      |
| 9    | 8    | Gualberto Molina       | ARG Argentina      | 9:03.03 |                      |
| 10   | 11   | Jackson Mestler        | USA Estados Unidos | 9:05.18 |                      |
| 11   | 7    | Mauricio Valdivia      | CHI Chile          | 9:11.27 |                      |
| 12   | 1    | Jose Gregorio Peña     | VEN Venezuela      | 9:17.90 |                      |
| 13   | 2    | Gleison da Silva       | BRA Brasil         | 9:22.38 |                      |

Legenda
| Recorde mundial                  | Recorde mundial (World record)               |                       | Recorde africano                      | Recorde africano (African) |                                           | Q | Classificado por posição (Qualified) |
| Recorde dos Jogos Pan-Americanos | Recorde pan-americano (Pan-American record)  | Recorde da América    | Recorde da América (Americas)         | q                          | Classificado por melhor tempo (Qualified) |   |                                      |
| Melhor marca do ano              | Melhor marca do ano (World leading)          | Recorde asiático      | Recorde asiático (Asian)              | DNS                        | Não largou (Did not start)                |   |                                      |
| Recorde nacional                 | Recorde nacional (National record)           | Recorde europeu       | Recorde europeu (European)            | DNF                        | Não terminou (Did not finish)             |   |                                      |
| Recorde pessoal                  | Recorde pessoal do atleta (Personal best)    | Recorde da Oceania    | Recorde da Oceania (Oceania)          | DSQ / DQ                   | Desclassificado (Disqualified)            |   |                                      |
| Recorde da temporada             | Recorde da temporada do atleta (Season best) | Recorde sul-americano | Recorde sul-americano (South America) | NM                         | Sem marca (No mark)                       |   |                                      |